# Taurisano
Taurisano – miejscowość i gmina we Włoszech, w regionie Apulia, w prowincji Lecce.
Według danych na rok 2004 gminę zamieszkiwało 12 349 osób, 536,9 os./km².